# Dué Le Quartz
Dué Le Quartz var ett japanskt visual kei-band som var aktivt mellan 1999 och 2002.
Bandet bestod av de fyra medlemmarna Sakito, Miyabi (även känd som Miyavi), Kikasa och Kazuki.
Sakito är född Hiroshima. Han har varit medlem i banden Dué Le Quartz och Dir en Grey. Efter tiden i Due le Quartz har han har bland annat spelat ihop med Dir en Grey, där han i en av deras låtar, Myaku, är den som sjunger.